# John Pearce (Reiter)
John Pearce (* 3. Mai 1960 in Toronto, Ontario) ist ein kanadischer Springreiter.
Er gehört zu den erfolgreichsten kanadischen Nationenpreisreitern und startete im Jahr 2000 bei den Olympischen Spielen in Sydney. Dort belegte er Platz 62 im Einzelwettbewerb; mit der kanadischen Mannschaft wurde er Neunter. Bei den Weltreiterspielen 2010 in Lexington erreichte er mit der Equipe seines Heimatlandes auf Chianto den fünften Rang.